# Kaple Božího hrobu (Vratěnín)
Kaple Božího hrobu ve Vratěníně se nachází poblíž státní hranice s Rakouskem v Jihomoravském kraji, okres Znojmo. Stojí asi 300 metrů východně od centra obce na místním hřbitově. Je chráněna jako kulturní památka České republiky.

## Historie
V roce 1668 nechal majitel vratěnínského panství František Benedikt Berchtold vystavět ve Vratěníně kapli Božího hrobu a nařídil v ní 12 mší ročně. Dne 9. dubna 1669 ji věnoval farnímu kostelu, který spravovali premonstráti z kláštera v Jeruši (Geras). Kaple byla postavena podle vzoru Chrámu Božího hrobu v Jeruzalémě. S ostatními kaplemi na území České republiky jí spojuje její půdorysná dispozice, prvky slepé arkády v presbytáři a tvarování a rozmístění oken. Jde o jednoduchou centrální stavbou obdélného půdorysu. Ta je uzavřena polygonálním presbytářem o pěti stranách dvanáctiúhelníku. Kaple není dělena na místnosti – nemá Andělskou kapli ani hrobovou komoru. Též chybí na stříšce baldachýnová edikula.

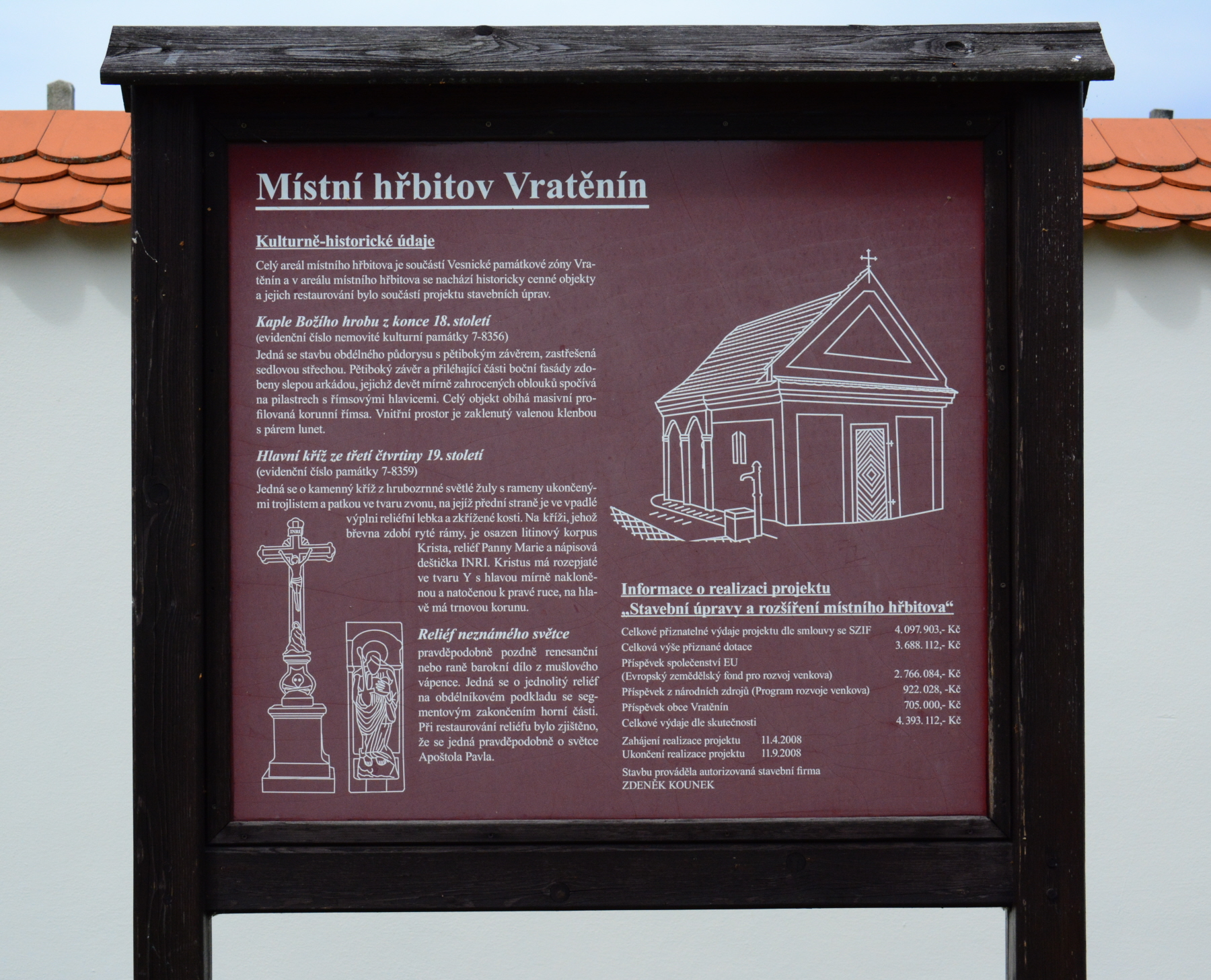
Informační tabule

Její průčelí završuje korunní římsa. Na ní nasedá vysoký trojúhelný štít ukončený železným křížkem. Sedlová střecha je pokryta pálenými taškami a její zadní část kopíruje polygonální závěr. Presbytář obíhá slepá arkáda lomených oblouků nesená deseti polosloupky bez patek. Dříky vybíhají přímo ze země a jsou ukončeny toskánskými hlavicemi bez dalších zdobných prvků. Do kaple se vstupuje jednoduchým pravoúhlým portálkem, který osvětluje trojice oken: ze severu sdružené okno s lomeným záklenkem, v jeho blízkosti se nachází obdélný otvor prostupující lichoběžně zdí a na protější jižní straně je okénko obdélného profilu. Vnitřní prostor je po celé délce sklenut valenou klenbou. Při západní stěně v hlavní ose je postaven zděný oltář. Nad ním jsou do klenby proraženy tři kulaté otvory jako průduchy pro odvětrávání kouře ze svíček a olejových lamp.
Nedochovaly se žádné inventáře, chybí zprávy o možné nástěnné malbě nebo nápisech. Není doložen nejen kámen, na kterém seděl anděl kynoucí Mariím, ale také dvě boční kamenné lavice vystupující z průčelí. Z daného půdorysu nevyplývá, že by kaple prošla rekonstrukcí, která by nahradila původní půdorysné členění. Kaple se nachází na vratěnínském hřbitově a slouží jako márnice.

### Křížová cesta
Křížová cesta mezi Vratěnínem a Uherčicemi, která vedla kolem kaple Božího hrobu, jak uvádí vratěnínská kronika, směřovala k poutnímu místu Loretě v klášteře Bosých augustiniánů ve Vratěníně od směru lesa. Z této cesty jsou dochovány čtyři kaple v polorozbořeném stavu a informace o páté zaniklé. Nacházejí se na cestě podél Vratěnínského potoka.

Podél kaplí prochází Graselova stezka.

### Loreta
Poutní místo Loreta se nacházelo v klášteře bosých augustiniánů ve Vratěníně. V roce 1726 byly farní kostel, klášterní chrám a loretánská kaple papežem Benediktem XIII. nadány odpustky. Vratěnín se v té době těšil velkému zájmu poutníků a byl cílem mnoha procesí. Tomu odpovídala i výhodná poloha při staré obchodní stezce, zesílena skutečností, že Vratěnín do výstavby nové zemské cesty Znojmo – Jihlava byl jednou ze stanic na poštovní trase Praha – Vídeň.